# Manéglise
Manéglise és un municipi francès situat al departament del Sena Marítim i a la regió de Normandia. L'any 2007 tenia 1.151 habitants.

## Demografia

### Població
El 2007 la població de fet de Manéglise era de 1.151 persones. Hi havia 412 famílies de les quals 60 eren unipersonals (32 homes vivint sols i 28 dones vivint soles), 156 parelles sense fills, 180 parelles amb fills i 16 famílies monoparentals amb fills.
La població ha evolucionat segons el següent gràfic:
Habitants censats

### Habitatges
El 2007 hi havia 434 habitatges, 421 eren l'habitatge principal de la família, 4 eren segones residències i 10 estaven desocupats. 426 eren cases i 3 eren apartaments. Dels 421 habitatges principals, 383 estaven ocupats pels seus propietaris, 37 estaven llogats i ocupats pels llogaters i 1 estava cedit a títol gratuït; 2 tenien una cambra, 11 en tenien dues, 40 en tenien tres, 98 en tenien quatre i 270 en tenien cinc o més. 349 habitatges disposaven pel capbaix d'una plaça de pàrquing. A 122 habitatges hi havia un automòbil i a 285 n'hi havia dos o més.

### Piràmide de població
La piràmide de població per edats i sexe el 2009 era:
| Homes | Edats   | Dones |
| ----- | ------- | ----- |
| 4     | 95 o +  | 0     |
| 0     | 90 a 94 | 0     |
| 0     | 85 a 89 | 0     |
| 0     | 80 a 84 | 0     |
| 8     | 75 a 79 | 4     |
| 16    | 70 a 74 | 8     |
| 24    | 65 a 69 | 20    |
| 24    | 60 a 64 | 40    |
| 12    | 55 a 59 | 8     |
| 72    | 50 a 54 | 28    |
| 44    | 45 a 49 | 72    |
| 48    | 40 a 44 | 52    |
| 72    | 35 a 39 | 44    |
| 36    | 30 a 34 | 60    |
| 36    | 25 a 29 | 20    |
| 40    | 20 a 24 | 28    |
| 36    | 15 a 19 | 60    |
| 44    | 10 a 14 | 48    |
| 56    | 5 a 9   | 64    |
| 44    | 0 a 4   | 32    |

## Economia
El 2007 la població en edat de treballar era de 783 persones, 564 eren actives i 219 eren inactives. De les 564 persones actives 534 estaven ocupades (280 homes i 254 dones) i 30 estaven aturades (17 homes i 13 dones). De les 219 persones inactives 91 estaven jubilades, 69 estaven estudiant i 59 estaven classificades com a «altres inactius».

### Ingressos
El 2009 a Manéglise hi havia 413 unitats fiscals que integraven 1.160,5 persones, la mediana anual d'ingressos fiscals per persona era de 22.652 €.

### Activitats econòmiques
Dels 17 establiments que hi havia el 2007, 1 era d'una empresa extractiva, 1 d'una empresa de fabricació d'altres productes industrials, 3 d'empreses de construcció, 3 d'empreses de comerç i reparació d'automòbils, 3 d'empreses de transport, 1 d'una empresa d'hostatgeria i restauració, 1 d'una empresa immobiliària i 4 d'empreses de serveis.
Dels 3 establiments de servei als particulars que hi havia el 2009, 2 eren lampisteries i 1 electricista.
L'any 2000 a Manéglise hi havia 10 explotacions agrícoles.

## Equipaments sanitaris i escolars
El 2009 hi havia una escola elemental.

## Poblacions més properes
El següent diagrama mostra les poblacions més properes.